# Al·lucinació auditiva
Una al·lucinació auditiva, o paracúsia o paraacúsia, és una forma d'al·lucinació que implica percebre sons sense estímul auditiu. Mentre la persona afectada experimenta una al·lucinació auditiva, sent un so o sons que no provenen del medi natural.
Una forma comuna d'al·lucinació auditiva consisteix a sentir una o més veus sense la presència d'un parlant, coneguda com a "al·lucinació verbal auditiva". Això pot estar associat amb trastorns psicòtics, sobretot l'esquizofrènia, i aquest fenomen s'utilitza sovint per diagnosticar aquests trastorns. No obstant això, les persones sense cap mena de malaltia psiquiàtrica poden sentir veus, incloses aquelles sota la influència de substàncies que alteren la ment, com ara cànnabis, cocaïna, amfetamines i fenciclidina.
Hi ha tres categories principals en les quals s'inclou sovint l'audició de veus parlant: una persona que sent una veu diu els seus pensaments, una persona que sent una o més veus discutint o una persona que sent una veu que narra les seves pròpies accions. Aquestes tres categories no tenen en compte tots els tipus d'al·lucinacions auditives.
També es produeixen al·lucinacions músicals. En aquest cas, la persona sent fragments de cançons que habitualment coneixen o sentir, menys habitualment, música original. Poden ocórrer en persones mentalment sanes i sense causa coneguda. Altres tipus d'al·lucinacions auditives inclouen la síndrome del cap explosiu i la síndrome de l'oïda musical. En aquest últim, la gent sentirà música a la seva ment, normalment cançons que coneixen. Aquestes al·lucinacions poden ser causades per lesions al tronc de l'encèfal (sovint resultant d'un ictus), trastorns del son com la narcolèpsia, tumors, encefalitis o abscessos. Això s'ha de distingir del fenomen comunament experimentat dels earworm, música memorable que persisteix a la ment. Els informes també han esmentat que també és possible tenir al·lucinacions musicals escoltant música durant llargs períodes. Altres causes inclouen la pèrdua auditiva i l'activitat epilèptica.
En el passat, la causa de les al·lucinacions auditives s'atribuïa a la supressió cognitiva a través de la fallada de la funció executiva del solc frontoparietal. Investigacions més recents han trobat que coincideixen amb la circumvolució temporal superior esquerre, cosa que suggereix que s'atribueixen millor a tergiversacions de la parla. La percepció de la parla i la producció, que estan lateralitzades cap al lòbul temporal esquerre, també són la base de les al·lucinacions auditives. Les al·lucinacions auditives es corresponen amb l'activitat neural espontània del lòbul temporal esquerre, i la subsegüent escorça auditiva primària. La percepció de les al·lucinacions auditives correspon a l'experiència de l'audició externa real, malgrat l'absència del so en si.